# 中国地図出版社
中国地図出版社（ちゅうごくちずしゅっぱんしゃ、中国語: 中国地图出版社、英語: SinoMaps Press）は中華人民共和国北京市西城区にある国家測絵局に属する出版社である。1954年12月に成立され、主に地図、地理向け図書及び雑誌を出版している。
旧名は「地図出版社」（中国語: 地图出版社、英語: China Cartographic Publishing House）の通称で呼ばれていた。1987年に「中国地図出版社」と改名された。1997年には測絵出版社と合併した。

## 基礎データ
- 類型：地図出版社
- 設立：1954年12月
- 代表取締役社長：不詳
- 住所：北京市西城区白紙坊西街3号